# 特定不能のパーソナリティ障害
特定不能のパーソナリティ障害（とくていふのうのパーソナリティしょうがい、英: Personality disorder not otherwise specified ; NOS or PDNOS）は、個々のパーソナリティ障害には該当しないが、2つ以上のパーソナリティ障害の特徴を持ち、かつ重症の状態である。DSM-IVにおけるII軸のパーソナリティ障害である 。

## 定義
精神医学的障害の一種である。

## 診断基準
DSM－IVにおける診断コードは301.9である。
この診断は患者の症状に対して他のいかなるパーソナリティ障害も当てはまらないが、2つ以上の特定のパーソナリティ障害の特徴を持ち個々では基準を満たさないが、臨床的に著しい苦痛や機能の障害を呈している場合にこの診断名が使用される。また分類に含まれない特定のパーソナリティ障害の診断基準を用いる場合である。
DSM-IV-TRの診断分類からは、かつて含まれた以下の4つのパーソナリティ障害が除外された。
- サディスティックパーソナリティ障害
- 自己敗北性パーソナリティ障害
- 抑うつ性パーソナリティ障害
- 受動攻撃性パーソナリティ障害

なおパーソナリティ障害の診断は、特定のパーソナリティの特徴が成人期早期までに明らかになっており、薬物やストレスなど一過性の状態とも区別されており、臨床的に著しい苦痛や機能の障害を呈している必要がある。

## ICD-10における診断基準
世界保健機関が発表しているICD-10においては、F60.9「パーソナリティ障害、特定不能のもの」である。ICD-10もまた、いかなるパーソナリティ障害の診断においてもパーソナリティ障害の全般的診断ガイドラインを満たすことを求めている。
ただしICD-10においては分類にない場合の特定のものは、F60.8「他の特定のパーソナリティ障害」である。

## 疫学
研究によると、特定不能のパーソナリティ障害は全体のなかでも3番目に多く診断されている。